# Sân vận động Algarve
Sân vận động Algarve (tiếng Bồ Đào Nha: Estádio Algarve), còn được gọi là Sân vận động Faro/Loulé, là một sân vận động bóng đá nằm giữa các thành phố Faro và Loulé, trong vùng Algarve của Bồ Đào Nha. Sân vận động có sức chứa 30.305 người và được xây dựng cho Giải vô địch bóng đá châu Âu 2004.

## Các trận đấu Giải vô địch bóng đá châu Âu 2004
| Ngày                |             | Kết quả         |        | Vòng   |
| ------------------- | ----------- | --------------- | ------ | ------ |
| 12 tháng 6 năm 2004 | Tây Ban Nha | 1–0             | Nga    | Bảng A |
| 20 tháng 6 năm 2004 | Nga         | 2–1             | Hy Lạp | Bảng A |
| 26 tháng 6 năm 2004 | Thụy Điển   | 0–0 (4–5 ph.đ.) | Hà Lan | Tứ kết |

## Đội tuyển bóng đá quốc gia Bồ Đào Nha
Các trận đấu sau đây của đội tuyển bóng đá quốc gia Bồ Đào Nha được tổ chức tại sân vận động này.
| #   | Ngày                 | Kết quả | Đối thủ          | Giải đấu                 |
| --- | -------------------- | ------- | ---------------- | ------------------------ |
| 1.  | 18 tháng 2 năm 2004  | 1–1     | Anh              | Giao hữu                 |
| 2.  | 3 tháng 9 năm 2005   | 6–0     | Luxembourg       | Vòng loại World Cup 2006 |
| 3.  | 11 tháng 2 năm 2009  | 1–0     | Phần Lan         | Giao hữu                 |
| 4.  | 10 tháng 8 năm 2011  | 5–0     | Luxembourg       | Giao hữu                 |
| 5.  | 15 tháng 8 năm 2012  | 2–0     | Panama           | Giao hữu                 |
| 6.  | 14 tháng 8 năm 2013  | 1–1     | Hà Lan           | Giao hữu                 |
| 7.  | 14 tháng 11 năm 2014 | 1–0     | Armenia          | Vòng loại Euro 2016      |
| 8.  | 13 tháng 11 năm 2016 | 4–1     | Latvia           | Vòng loại World Cup 2018 |
| 9.  | 6 tháng 9 năm 2018   | 1–1     | Croatia          | Giao hữu                 |
| 10. | 14 tháng 11 năm 2019 | 6–0     | Litva            | Vòng loại Euro 2020      |
| 11. | 1 tháng 9 năm 2021   | 2–1     | Cộng hòa Ireland | Vòng loại World Cup 2022 |
| 12. | 9 tháng 10 năm 2021  | 3–0     | Qatar            | Giao hữu                 |
| 13. | 12 tháng 10 năm 2021 | 5–0     | Luxembourg       | Vòng loại World Cup 2022 |

## Đội tuyển bóng đá quốc gia Gibraltar

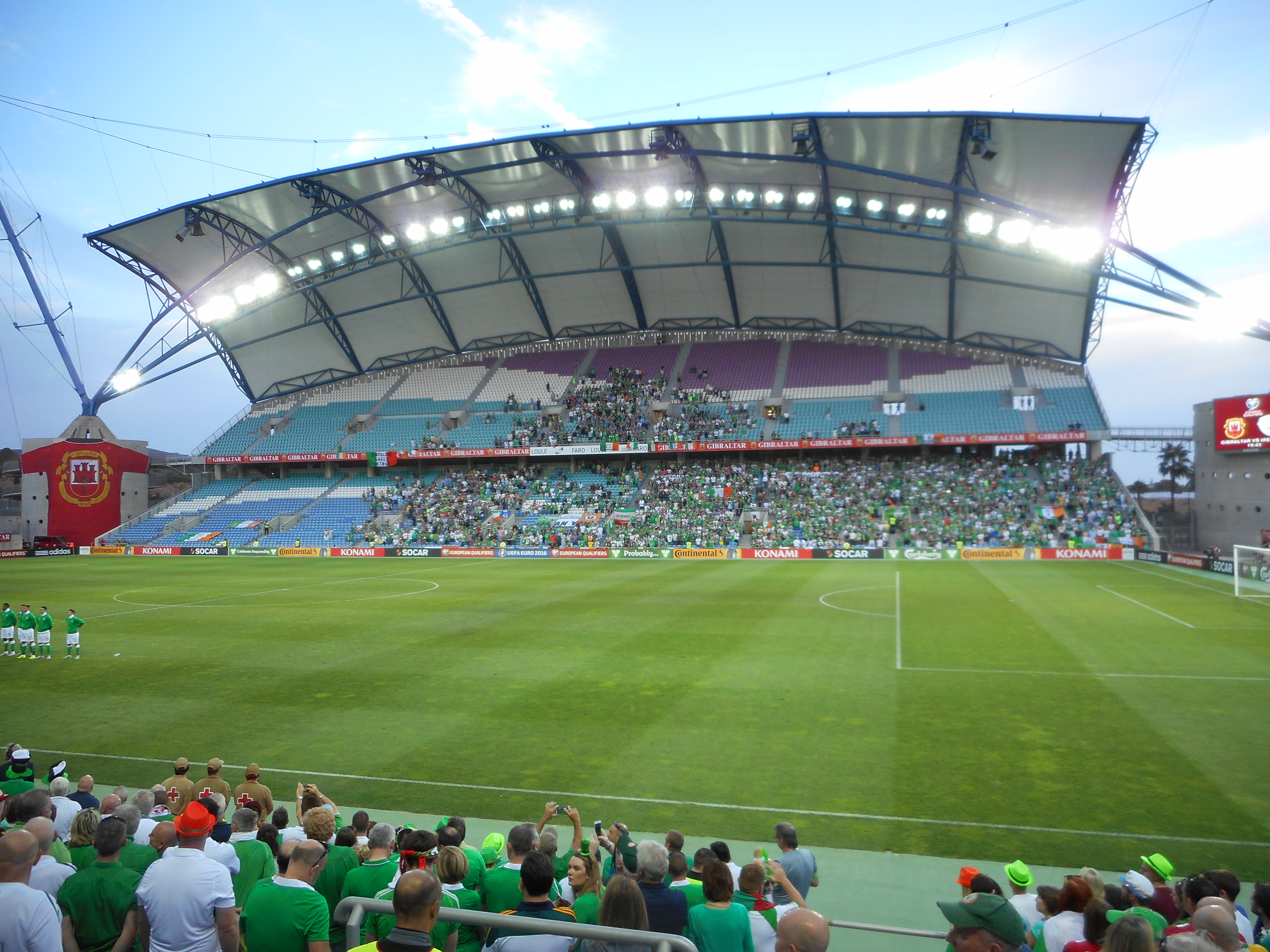
Trận đấu bóng đá giữa Gibraltar và Cộng hòa Ireland tại Sân vận động Algarve, 2015

Các trận đấu sau đây của đội tuyển bóng đá quốc gia Gibraltar được tổ chức tại sân vận động này.
| #   | Ngày                 | Kết quả | Đối thủ              | Giải đấu                 |
| --- | -------------------- | ------- | -------------------- | ------------------------ |
| 1.  | 19 tháng 11 năm 2013 | 0–0     | Slovakia             | Giao hữu                 |
| 2.  | 4 tháng 6 năm 2014   | 1–0     | Malta                | Giao hữu                 |
| 3.  | 7 tháng 9 năm 2014   | 0–7     | Ba Lan               | Vòng loại Euro 2016      |
| 4.  | 14 tháng 10 năm 2014 | 0–3     | Gruzia               | Vòng loại Euro 2016      |
| 5.  | 13 tháng 6 năm 2015  | 0–7     | Đức                  | Vòng loại Euro 2016      |
| 6.  | 4 tháng 9 năm 2015   | 0–4     | Cộng hòa Ireland     | Vòng loại Euro 2016      |
| 7.  | 11 tháng 10 năm 2015 | 0–6     | Scotland             | Vòng loại Euro 2016      |
| 8.  | 6 tháng 9 năm 2016   | 1–4     | Hy Lạp               | Vòng loại World Cup 2018 |
| 9.  | 10 tháng 10 năm 2016 | 0–6     | Bỉ                   | Vòng loại World Cup 2018 |
| 10. | 9 tháng 6 năm 2017   | 1–2     | Síp                  | Vòng loại World Cup 2018 |
| 11. | 3 tháng 9 năm 2017   | 0–4     | Bosna và Hercegovina | Vòng loại World Cup 2018 |
| 12. | 7 tháng 10 năm 2017  | 0–6     | Estonia              | Vòng loại World Cup 2018 |